# الأوراق النقدية للين الياباني

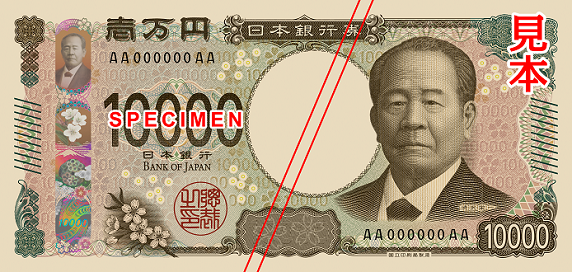
سلسلة أوراق نقدية من فئة 10000 ين ، عليها صورة شيبوساوا إييتشي

الأوراق النقدية للين الياباني، والمعروفة في اليابان باسم Bank of Japan notes (日本銀行券 Nihon Ginkō-ken/Nippon Ginkō-ken)، هي الأوراق النقدية لليابان والمقومة بالين الياباني (¥). تُصدر كل هذه العملات بواسطة بنك مركزي أسس في عام 1882، والمعروف باسم بنك اليابان. صدرت الأوراق النقدية الأولى المطبوعة بين عامي 1885 و1887 في فئات تتراوح من 1 إلى 100 ين. على مدار تاريخها، تراوحت فئات العملات من 0.05 ين (المعروف أيضًا باسم 5 سين) إلى 10000 ين. الغيت الأوراق النقدية التي تقل عن 1 ين في عام 1953، توقف إصدار الأوراق النقدية التي تقل عن 500 ين بحلول عام 1984. ظهرت الأوراق النقدية الأعلى قيمة والتي تبلغ 1000 ين فأكثر في الخمسينيات من القرن العشرين. تستمر هذه العملات في الإصدار حتى الوقت الحاضر بفئات 1000 ين، 2000 ين، 5000 ين، و10000 ين. لا تزال الأوراق النقدية من فئة 1 إلى 500 ين المستخدمة سابقًا من عام 1946 إلى 1980 صالحة للاستخدام، على الرغم من توقف استخدامها. ومع ذلك، فإن قيمتها أكبر من قيمتها الاسمية في سوق هواة الجمع.
في الوقت الحاضر، تُطبع الأوراق النقدية اليابانية بصور أشخاص من فترة ميجي وما بعدها. يرجع ذلك إلى أنه من المستحسن استخدام صورة فوتوغرافية دقيقة كالأصل للصورة الشخصية، بدلاً من اللوحة، لِمنع التزوير.

## عصر ميجي

### 1885–1887
| دايكوكتن (1885–87) | دايكوكتن (1885–87) | دايكوكتن (1885–87) | دايكوكتن (1885–87) | دايكوكتن (1885–87) | دايكوكتن (1885–87) | دايكوكتن (1885–87) | دايكوكتن (1885–87) | دايكوكتن (1885–87) |
| صورة               | صورة               | قيمة               | أبعاد              | وصف                | وصف                | تاريخ              | تاريخ              | تاريخ              |
| وجه العملة         | يعكس               | قيمة               | أبعاد              | وجه العملة         | يعكس               | مشكلة              | تعليق الإصدار      | انتهاء             |
| ------------------ | ------------------ | ------------------ | ------------------ | ------------------ | ------------------ | ------------------ | ------------------ | ------------------ |
|                    |                    | ين واحد            | 78 × 135ملم        | دايكوكوتين         | التزام الفضة       | 8 سبتمبر 1885      | 1 أكتوبر 1958      | صالحة              |
| \|                 | _                  | ¥5                 | 87 × 152ملم        | دايكوكوتين         | التزام الفضة       | —                  | 4 يناير 1886       | 31 مارس 1939       |
|                    |                    | ¥10                | 93 × 156ملم        | دايكوكوتين         | التزام الفضة       | 9 مايو 1887        | —                  | 31 مارس 1945       |
|                    |                    | 100 ين             | 116 × 186ملم       | دايكوكوتين         | التزام الفضة       | 8 سبتمبر 1887      | —                  | 31 مارس 1945       |

### 1888–1891
| ين واحد | 85 × 145 مم | تاكينوتشي نو سوكون | التزام الفضة | 1 مايو 1889          | 1 أكتوبر 1958  | صالحة |              |
| \| data-sort-value="" style="background: var(--background-color-interactive, #ececec); color: var(--color-base, inherit); vertical-align: middle; text-align: center; " class="table-na" \| — | ¥5          | 95 × 159 مم        | التزام الفضة | سوجاوارا نو ميتشيزان | 3 ديسمبر 1888  | —     | 31 مارس 1939 |
| \| data-sort-value="" style="background: var(--background-color-interactive, #ececec); color: var(--color-base, inherit); vertical-align: middle; text-align: center; " class="table-na" \| — | ¥10         | 100 × 169 مم       | التزام الفضة | ويك نو كيومارو       | 12 سبتمبر 1890 | —     | 31 مارس 1925 |
| \| data-sort-value="" style="background: var(--background-color-interactive, #ececec); color: var(--color-base, inherit); vertical-align: middle; text-align: center; " class="table-na" \| — | 100 ين      | 130 × 210 مم       | التزام الفضة | فوجيوارا نو كاماتاري | 15 نوفمبر 1891 | —     | 31 مارس 1945 |

### 1899–1900
| ورقة نقدية قابلة للتحويل من الفئة أ (1899-1900) | ورقة نقدية قابلة للتحويل من الفئة أ (1899-1900) | ورقة نقدية قابلة للتحويل من الفئة أ (1899-1900) | ورقة نقدية قابلة للتحويل من الفئة أ (1899-1900) | ورقة نقدية قابلة للتحويل من الفئة أ (1899-1900) | ورقة نقدية قابلة للتحويل من الفئة أ (1899-1900) | ورقة نقدية قابلة للتحويل من الفئة أ (1899-1900) | ورقة نقدية قابلة للتحويل من الفئة أ (1899-1900) | ورقة نقدية قابلة للتحويل من الفئة أ (1899-1900) |
| صورة                                            | صورة                                            | قيمة                                            | أبعاد                                           | وصف                                             | وصف                                             | تاريخ                                           | تاريخ                                           | تاريخ                                           |
| وجه العملة                                      | يعكس                                            | قيمة                                            | أبعاد                                           | وجه العملة                                      | يعكس                                            | مشكلة                                           | تعليق الإصدار                                   | انتهاء                                          |
| ----------------------------------------------- | ----------------------------------------------- | ----------------------------------------------- | ----------------------------------------------- | ----------------------------------------------- | ----------------------------------------------- | ----------------------------------------------- | ----------------------------------------------- | ----------------------------------------------- |
| \|                                              | _                                               | ¥5                                              | 85 × 146 مم                                     | تاكينوتشي نو سوكوني وضريح أوبي                  | التزام الذهب                                    | —                                               | 1 أبريل 1899                                    | 31 مارس 1939                                    |
|                                                 |                                                 | ¥10                                             | 96 × 159 مم                                     | ضريح ويك نو كيومارو وغووو                       | تصميم الخنزير البري مع التزام الذهب             | 1 أكتوبر 1899                                   | —                                               | 31 مارس 1939                                    |
| \|                                              | 100 ين                                          | 130 × 210 مم                                    | فوجيوارا نو كاماتاري وضريح تانزان               | التزام الذهب                                    | 1900                                            | 1913                                            |                                                 | 31 مارس 1939                                    |

### 1910
| ورقة نقدية قابلة للتحويل من فئة B (1910) | ورقة نقدية قابلة للتحويل من فئة B (1910) | ورقة نقدية قابلة للتحويل من فئة B (1910) | ورقة نقدية قابلة للتحويل من فئة B (1910) | ورقة نقدية قابلة للتحويل من فئة B (1910) | ورقة نقدية قابلة للتحويل من فئة B (1910)    | ورقة نقدية قابلة للتحويل من فئة B (1910) | ورقة نقدية قابلة للتحويل من فئة B (1910) | ورقة نقدية قابلة للتحويل من فئة B (1910) |
| صورة                                     | صورة                                     | قيمة                                     | أبعاد                                    | وصف                                      | وصف                                         | تاريخ                                    | تاريخ                                    | تاريخ                                    |
| وجه العملة                               | يعكس                                     | قيمة                                     | أبعاد                                    | وجه العملة                               | يعكس                                        | مشكلة                                    | تعليق الإصدار                            | انتهاء                                   |
| ---------------------------------------- | ---------------------------------------- | ---------------------------------------- | ---------------------------------------- | ---------------------------------------- | ------------------------------------------- | ---------------------------------------- | ---------------------------------------- | ---------------------------------------- |
| \|                                       | _                                        | ¥5                                       | 78 × 136ملم                              | سوجاوارا نو ميتشيزان                     | ضريح كيتانو تينمانغو مع صياغة قابلة للتحويل | —                                        | 1 سبتمبر 1910                            | مارس 1939                                |

## عصر تايشو

### 1915–1917
| أوراق بنك تايشو القابلة للتحويل (1915–1917) | أوراق بنك تايشو القابلة للتحويل (1915–1917) | أوراق بنك تايشو القابلة للتحويل (1915–1917) | أوراق بنك تايشو القابلة للتحويل (1915–1917) | أوراق بنك تايشو القابلة للتحويل (1915–1917) | أوراق بنك تايشو القابلة للتحويل (1915–1917) | أوراق بنك تايشو القابلة للتحويل (1915–1917) | أوراق بنك تايشو القابلة للتحويل (1915–1917) | أوراق بنك تايشو القابلة للتحويل (1915–1917) |
| الصورة                                      | الصورة                                      | القيمة                                      | الأبعاد                                     | الوصف                                       | الوصف                                       | التواريخ                                    | التواريخ                                    | التواريخ                                    |
| الوجه الأمامي                               | الوجه الخلفي                                | القيمة                                      | الأبعاد                                     | العرض على الوجه الأمامي                     | العرض على الوجه الخلفي                      | تاريخ الإصدار                               | تعليق الإصدار                               | انتهاء الصلاحية                             |
| ------------------------------------------- | ------------------------------------------- | ------------------------------------------- | ------------------------------------------- | ------------------------------------------- | ------------------------------------------- | ------------------------------------------- | ------------------------------------------- | ------------------------------------------- |
|                                             | —                                           | ¥1                                          | 85 × 145 ملم                                | تاكينوتشي نو سوكوني                         | التزام فضي                                  | 15 أغسطس 1916                               | 1 أكتوبر 1958                               | سارية                                       |
| —                                           | —                                           | ¥5                                          | 73 × 130 ملم                                | تاكينوتشي نو سوكوني ومزار أوبي              | صيغة التحويل                                | 15 ديسمبر 1916                              | فبراير 1927                                 | 31 مارس 1939                                |
|                                             | —                                           | ¥10                                         | 89 × 139 ملم                                | واكي نو كييومارو ومزار غوو                  | صيغة التحويل                                | 1 مايو 1915                                 | —                                           | 31 مارس 1939                                |
|                                             | —                                           | ¥20                                         | 86 × 149 ملم                                | سوغاوارا نو ميتشيزاني                       | مزار كيتانو تنمانغو                         | 20 نوفمبر 1917                              | —                                           | 31 مارس 1939                                |

## عصر شووا

### 1943–1945
| العدد الأول (1943-1945) | العدد الأول (1943-1945) | العدد الأول (1943-1945) | العدد الأول (1943-1945) | العدد الأول (1943-1945) | العدد الأول (1943-1945) | العدد الأول (1943-1945) | العدد الأول (1943-1945) | العدد الأول (1943-1945) |
| صورة                    | صورة                    | قيمة                    | أبعاد                   | وصف                     | وصف                     | تاريخ                   | تاريخ                   | تاريخ                   |
| وجه العملة              | يعكس                    | قيمة                    | أبعاد                   | وجه العملة              | يعكس                    | مشكلة                   | تعليق الإصدار           | انتهاء                  |
| ----------------------- | ----------------------- | ----------------------- | ----------------------- | ----------------------- | ----------------------- | ----------------------- | ----------------------- | ----------------------- |
|                         |                         | 0.1 ين                  | 51 × 106ملم             | برج السلام              | زخرفي                   | 1 نوفمبر 1944           | 31 ديسمبر 1953          | 31 ديسمبر 1953          |
|                         |                         | ين واحد                 | 81 ملم × 142ملم         | تاكينوتشي نو سوكون      | ضريح أوبي               | 15 ديسمبر 1943          | 1 أكتوبر 1958           | صالحة                   |
|                         |                         | ¥5                      | 76 ملم × 132ملم         | سوجاوارا نو ميتشيزان    | زخرفي                   | 25 ديسمبر 1943          | 9 مارس 1946             | 9 مارس 1946             |
|                         |                         | ¥10                     | 18 ملم × 142ملم         | ويك نو كيومارو          | ضريح جوو                | 1944                    | 9 مارس 1946             | 9 مارس 1946             |
|                         |                         | 100 ين                  | 93 ملم × 162ملم         | الأمير شوتوكو           | هوريو-جي                | 1945                    | 9 مارس 1946             | 9 مارس 1946             |

### 1946–1948
| سلسلة A (1946–1948) | سلسلة A (1946–1948) | سلسلة A (1946–1948) | سلسلة A (1946–1948) | سلسلة A (1946–1948)                                              | سلسلة A (1946–1948)    | سلسلة A (1946–1948) | سلسلة A (1946–1948) | سلسلة A (1946–1948) |
| الصورة              | الصورة              | القيمة              | الأبعاد             | الوصف                                                            | الوصف                  | التواريخ            | التواريخ            | التواريخ            |
| الوجه الأمامي       | الوجه الخلفي        | القيمة              | الأبعاد             | العرض على الوجه الأمامي                                          | العرض على الوجه الخلفي | تاريخ الإصدار       | تعليق الإصدار       | انتهاء الصلاحية     |
| ------------------- | ------------------- | ------------------- | ------------------- | ---------------------------------------------------------------- | ---------------------- | ------------------- | ------------------- | ------------------- |
|                     |                     | ¥0.05               | 94 × 48 ملم         | زهور برقوق Prunus mume                                           | أنماط هندسية           | 25 مايو 1948        | 31 ديسمبر 1953      | 30 يونيو 1954       |
|                     |                     | ¥0.1                | 100 × 52 ملم        | حمام                                                             | مبنى البرلمان الياباني | 5 سبتمبر 1947       | 31 ديسمبر 1953      | 30 يونيو 1954       |
|                     |                     | ¥1                  | 124 × 68 ملم        | نينوميا سونتوكو                                                  | أنماط هندسية           | 19 مارس 1946        | 1 أكتوبر 1958       | سارية               |
|                     |                     | ¥5                  | 132 × 68 ملم        | أنماط هندسية                                                     | أنماط هندسية           | 5 مارس 1946         | 1 أبريل 1955        | سارية               |
|                     |                     | ¥10                 | 140 × 76 ملم        | مبنى البرلمان الياباني                                           | أنماط هندسية           | 25 فبراير 1946      | 1 أبريل 1955        | سارية               |
|                     |                     | ¥100                | 162 × 93 ملم        | الأمير شوتوكو، "يوميدونو" (قاعة مرتبطة بالأمير في معبد هوريو-جي) | معبد هوريو-جي          | 25 فبراير 1946      | 5 يوليو 1956        | سارية               |
|                     |                     |                     |                     |                                                                  |                        |                     |                     |                     |

### 1950–1953
| السلسلة ب (1950–53) | السلسلة ب (1950–53) | السلسلة ب (1950–53) | السلسلة ب (1950–53) | السلسلة ب (1950–53) | السلسلة ب (1950–53) | السلسلة ب (1950–53)        | السلسلة ب (1950–53) | السلسلة ب (1950–53) |
| صورة                | صورة                | قيمة                | أبعاد               | اللون الرئيسي       | وصف                 | وصف                        | تاريخ               | تاريخ               |
| وجه العملة          | يعكس                | قيمة                | أبعاد               | اللون الرئيسي       | وجه العملة          | يعكس                       | مشكلة               | تعليق الإصدار       |
| ------------------- | ------------------- | ------------------- | ------------------- | ------------------- | ------------------- | -------------------------- | ------------------- | ------------------- |
|                     |                     | 50 ين               | 144 × 68 ملم        | البرتقالي           | تاكاهاشي كوريكيو    | المقر الرئيسي لبنك اليابان | 1 ديسمبر 1951       | 1 أكتوبر 1958       |
|                     |                     | 100 ين              | 148 × 76 ملم        | بني برتقالي         | إيتاجاكي تايسوكي    | مبنى البرلمان              | 1 ديسمبر 1953       | 1 أغسطس 1974        |
|                     |                     | 500 ين              | 156 × 76 ملم        | أزرق غامق           | إيواكورا تومومي     | جبل فوجي                   | 2 أبريل 1951        | 4 يناير 1971        |
|                     |                     | 1000 ين             | 164 × 76 ملم        | رمادي               | الأمير شوتوكو       | "يوميدونو"                 | 7 يناير 1950        | 4 يناير 1965        |
|                     |                     |                     |                     |                     |                     |                            |                     |                     |

قَدمت السلسلة B ورقة نقدية جديدة عالية القيمة بقيمة 1000 ين.

### 1957–1969
| السلسلة ج (1957–69) | السلسلة ج (1957–69) | السلسلة ج (1957–69) | السلسلة ج (1957–69) | السلسلة ج (1957–69) | السلسلة ج (1957–69) | السلسلة ج (1957–69)                 | السلسلة ج (1957–69) | السلسلة ج (1957–69) |
| صورة                | صورة                | قيمة                | أبعاد               | اللون الرئيسي       | وصف                 | وصف                                 | تاريخ               | تاريخ               |
| وجه العملة          | يعكس                | قيمة                | أبعاد               | اللون الرئيسي       | وجه العملة          | يعكس                                | مشكلة               | تعليق الإصدار       |
| ------------------- | ------------------- | ------------------- | ------------------- | ------------------- | ------------------- | ----------------------------------- | ------------------- | ------------------- |
|                     |                     | 500 ين              | 159 × 72 ملم        | أزرق                | إيواكورا تومومي     | جبل فوجي                            | 1 نوفمبر 1969       | 1 أبريل 1994        |
|                     |                     | 1000 ين             | 164 × 76 ملم        | أصفر-أخضر           | إيتو هيروبومي       | المقر الرئيسي لبنك اليابان          | 1 نوفمبر 1963       | 4 يناير 1986        |
|                     |                     | 5000 ين             | 169 × 80 ملم        | أخضر-بني            | الأمير شوتوكو       | المقر الرئيسي لبنك اليابان          | 1 أكتوبر 1957       | 4 يناير 1986        |
|                     |                     | 10,000 ين           | 174 × 84 ملم        | بني-أخضر            | الأمير شوتوكو       | لوحة عمودية لـ هوو في معبد بيودو-إن | 1 ديسمبر 1958       | 4 يناير 1986        |
|                     |                     |                     |                     |                     |                     |                                     |                     |                     |

أطلقت السلسلة C ورقتين نقديتين جديدتين عاليتي القيمة بقيمة 5000 ين و10000 ين.

### 1984
بدأت سلسلة 1984 عملية الطباعة من عام 1982 إلى عام 1984.
| السلسلة د (1984) | السلسلة د (1984) | السلسلة د (1984) | السلسلة د (1984) | السلسلة د (1984) | السلسلة د (1984) | السلسلة د (1984)        | السلسلة د (1984) | السلسلة د (1984) |
| صورة             | صورة             | قيمة             | أبعاد            | اللون الرئيسي    | وصف              | وصف                     | تاريخ            | تاريخ            |
| وجه العملة       | يعكس             | قيمة             | أبعاد            | اللون الرئيسي    | وجه العملة       | يعكس                    | مشكلة            | تعليق الإصدار    |
| ---------------- | ---------------- | ---------------- | ---------------- | ---------------- | ---------------- | ----------------------- | ---------------- | ---------------- |
|                  |                  | 1000 ين          | 150 × 76 ملم     | أزرق             | ناتسومي سوسيكي   | زوج من الرافعات         | 1 نوفمبر 1984    | 2 أبريل 2007     |
|                  |                  | 5000 ين          | 155 × 76 ملم     | أرجواني          | نيتوبي إينازو    | جبل فوجي ، بحيرة موتوسو | 1 نوفمبر 1984    | 2 أبريل 2007     |
|                  |                  | 10,000 ين        | 160 × 76 ملم     | بني              | فوكوزاوا يوكيتشي | زوج من طيور الدراج      | 1 نوفمبر 1984    | 2 أبريل 2007     |
|                  |                  |                  |                  |                  |                  |                         |                  |                  |

نتيجة لاكتشاف عدد كبير من الأوراق النقدية المزيفة من الفئة D في نهاية عام 2004، عُلق إصدار الأوراق النقدية الجديدة من الفئة D باستثناء فئة 2000 ين تقريبًا في 17 يناير 2005، وعُلقت رسميًا في 2 أبريل 2007. وفقًا لبيان صحفي صادر عن وكالة الشرطة الوطنية، صادروا 11717 ورقة نقدية مزيفة من الفئة D (باستثناء فئة 2000 ين) في عام 2005. ومع ذلك، تمكنوا من ضبط 486 ورقة نقدية مزيفة من الإصدار الجاري فقط، وهي فئة E 1000 ين، 5000 ين، 10000 ين، وفئة D 2000 ين.

## عصر هيسي

### عام 2000
| السلسلة د (2000) | السلسلة د (2000) | السلسلة د (2000) | السلسلة د (2000) | السلسلة د (2000) | السلسلة د (2000) | السلسلة د (2000)                           | السلسلة د (2000) |
| صورة             | صورة             | قيمة             | أبعاد            | اللون الرئيسي    | وصف              | وصف                                        | تاريخ الإصدار    |
| وجه العملة       | يعكس             | قيمة             | أبعاد            | اللون الرئيسي    | وجه العملة       | يعكس                                       | تاريخ الإصدار    |
| ---------------- | ---------------- | ---------------- | ---------------- | ---------------- | ---------------- | ------------------------------------------ | ---------------- |
|                  |                  | 2000 ين          | 154 × 76 ملم     | أخضر             | شوري مون         | مشهد من حكاية جينجي وصورة لموراساكي شيكيبو | 19 يوليو 2000    |
|                  |                  |                  |                  |                  |                  |                                            |                  |

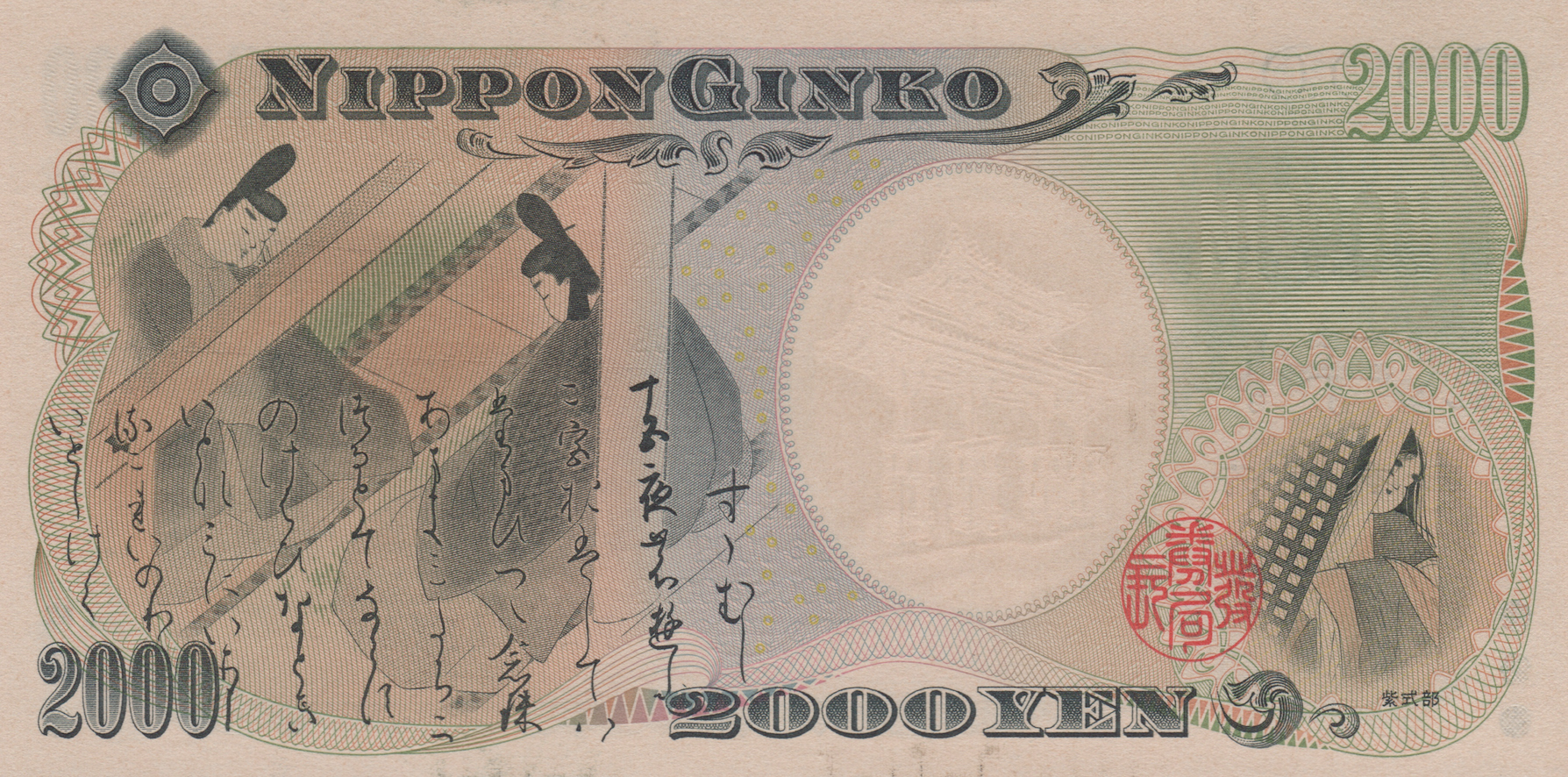
ورقة نقدية من فئة 2000 ين تحمل صورة "حكاية جينجي وموراساكي شيكيبو" على الزاوية اليمنى

هذه هي القضية الحالية. صدرت ورقة نقدية بقيمة 2000 ين لأول مرة في 19 يوليو 2000، لإحياء ذكرى القمة السادسة والعشرين لمجموعة الثماني في أوكيناوا وعام الألفية 2000 أيضًا. تَظهر في الصورة على الوجه الأمامي للورقة النقدية بوابة شوريمون، وهي بوابة شهيرة في ناها، أوكيناوا بالقرب من موقع القمة. يضم الجانب الآخر مشهدًا من حكاية جينجي والمؤلفة موراساكي شيكيبو في الزاوية اليمنى السفلية. أُخذ نمط المشهد من مخطوطات يدوية مزخرفة من القرن 12 للرواية محفوظة في متحف توكوغاوا للفنون في ناغويا. أُخذت صورة موراساكي شيكيبو من طبعة جوتو من مذكرات موراساكي شيكيبو إيمكي الموجودة في متحف جوتو.
يعتبر العديد من اليابانيين ورقة الـ 2000 ين جديدة لأنها الفئة اليابانية الوحيدة التي يكون الرقم الأول فيها هو 2. ولتشجيع تداول الأوراق النقدية، بدأت بعض الشركات بدفع الأجور بهذهِ الأوراق. السلسلة D هي الأولى التي تعرض كوكبة EURion.

### 2004
طرحت الأوراق النقدية من الفئة E في عام 2004 بفئات 1000 ين، 5000 ين، و10000 ين. نمط كوكبة EURion موجود في التصميمات.
بدأت سلسلة 2004 عملية الطباعة من عام 2002 إلى عام 2004.
| السلسلة E (2004) | السلسلة E (2004) | السلسلة E (2004) | السلسلة E (2004) | السلسلة E (2004) | السلسلة E (2004) | السلسلة E (2004)                                             | السلسلة E (2004) | السلسلة E (2004) |
| صورة             | صورة             | قيمة             | أبعاد            | اللون الرئيسي    | وصف              | وصف                                                          | تاريخ الإصدار    | تم تعليق الإصدار |
| وجه العملة       | يعكس             | قيمة             | أبعاد            | اللون الرئيسي    | وجه العملة       | يعكس                                                         | تاريخ الإصدار    | تم تعليق الإصدار |
| ---------------- | ---------------- | ---------------- | ---------------- | ---------------- | ---------------- | ------------------------------------------------------------ | ---------------- | ---------------- |
|                  |                  | 1000 ين          | 150 × 76 ملم     | أزرق             | نوغوتشي هيديو    | جبل فوجي وبحيرة موتوسو وأزهار الكرز                          | 1 نوفمبر 2004    | 2025 - 2027      |
|                  |                  | 5000 ين          | 156 × 76 ملم     | أرجواني          | هيغوتشي إيتشيو   | كاكيتسوباتا-زو (لوحة زهور السوسن ، عمل للفنان أوغاتا كورين ) | 1 نوفمبر 2004    | 2025 - 2027      |
|                  |                  | 10,000 ين        | 160 × 76 ملم     | بني              | فوكوزاوا يوكيتشي | تمثال هوو (طائر الفينيق) في بيودو-إن                         | 1 نوفمبر 2004    | 2025 - 2027      |
|                  |                  |                  |                  |                  |                  |                                                              |                  |                  |

## عصر ريوا

### 2024
في 9 أبريل 2019، أعلن وزير المالية تارو آسو عن تصميمات جديدة للأوراق النقدية من فئة 1000 ين 5000 ين و10000 ين، للاستخدام بدءًا من 3 يوليو 2024. تظهر على ورقة الألف ين صورة كيتاساتو شيباسابورو والموجة العظيمة قبالة كاناغاوا، تَظهر على ورقة الألف ين صورة تسودا أوميكو وزهور الوستارية، وتظهر على ورقة الألف ين صورة شيبوساوا إييتشي ومحطة طوكيو. هذه هي السلسلة الأولى من الأوراق النقدية التي تحتوي على نص باللغة الإنجليزية، مع عبارة "بنك اليابان" في المقدمة.
بدأت سلسلة 2024 عملية الطباعة من عام 2021 إلى عام 2024.
| السلسلة F (2024) | السلسلة F (2024) | السلسلة F (2024) | السلسلة F (2024) | السلسلة F (2024) | السلسلة F (2024)    | السلسلة F (2024)                                                               | السلسلة F (2024) |
| صورة             | صورة             | قيمة             | أبعاد            | اللون الرئيسي    | وصف                 | وصف                                                                            | تاريخ الإصدار    |
| وجه العملة       | يعكس             | قيمة             | أبعاد            | اللون الرئيسي    | وجه العملة          | يعكس                                                                           | تاريخ الإصدار    |
| ---------------- | ---------------- | ---------------- | ---------------- | ---------------- | ------------------- | ------------------------------------------------------------------------------ | ---------------- |
|                  |                  | 1000 ين          | 150 × 76 ملم     | أزرق             | كيتاساتو شيباسابورو | الموجة العظيمة قبالة كاناغاوا (من سلسلة ستة وثلاثين منظرًا لجبل فوجي لهوكوساي ) | 3 يوليو 2024     |
|                  |                  | 5000 ين          | 156 × 76 ملم     | أرجواني          | تسودا أوميكو        | زهور الوستارية                                                                 | 3 يوليو 2024     |
|                  |                  | 10,000 ين        | 160 × 76 ملم     | بني              | شيبوساوا إيتشي      | محطة طوكيو (جانب مارونوتشي)                                                    | 3 يوليو 2024     |
|                  |                  |                  |                  |                  |                     |                                                                                |                  |

هذهِ هي الاصدرات الحالية. يمكن ملاحظة نمط كوكبة EURion على السلسلة F.

## ملحوظات
1. ↑  The First issue series (い号券؟), is a collective term for notes issued after the بنك اليابان was re-organized in 1942.[16][17]

## روابط خارجية
- الأوراق النقدية والعملات المعدنية الصادرة حاليًا من بنك اليابان - بنك اليابان
- الأوراق النقدية الصادرة حاليًا - المكتب الوطني للطباعة
  - موقع خاص بأوراق النقد الجديدة لبنك اليابان
- متحف العملات التابع لبنك اليابان
- متحف الأوراق النقدية والعملات المعدنية (باليابانية)